# E! (Latinoamérica)
E! (conocido como E! Entertainment Television) es un canal de televisión por suscripción latinoamericano de origen estadounidense, propiedad de NBCUniversal, operado por NBCUniversal International Networks y distribuido por Ole Distribution, una empresa formada entre Ole Communications y Warner Bros. Discovery.

## Historia
La señal latinoamericana fue lanzada en 1997 y tenía como centro estratégico y oficinas principales ubicadas en Caracas, Venezuela, Bogotá, Colombia y Ciudad de México y es operada por Ole Communications, y siendo perteneciente a NBCUniversal. Entre los programas producidos por la cadena se encuentran E! Special, La Sopa, entre otros programas.

### E! HD
El 24 de octubre de 2016, se lanzó su señal de alta definición E! HD en exclusiva por DirecTV en el canal 1222. En 2017 se expandió a más operadoras de televisión por suscripción.

## Personalidades del canal
- John Paul Ospina: quien conducía E! News Latino junto a Daniela Kosán y ahora tiene un segmento latín bites en E! News. También hace algunas entrevistas.
- Daniela Kosán: conducía E! News Latino sin embargo ahora trabaja haciendo algunas entrevistas en programas especiales como 1000 Preguntas 1 Estrella..
- Candela Ferro: es conductora de algunos de los programas, entre ellos 1000 Preguntas 1 Estrella.